# Gouvernement al-Rahawi
Yémen
ben Habtour 
Le gouvernement Ahmed al-Rahawi, ou gouvernement du changement et de la construction, est le gouvernement yéménite non reconnu internationalement et entré en fonction le 10 août 2024.

## Historique
Le 10 août 2024, Ahmed al-Rahawi est nommé Premier ministre.

## Composition
La composition est la suivante.
- Les nouveaux ministres sont indiqués en gras, ceux ayant changé d'attributions en italique.

| Portefeuille                                                                          | Ministre                                 |
| ------------------------------------------------------------------------------------- | ---------------------------------------- |
| Premier ministre                                                                      | Ahmed al-Rahawi                          |
| Premier vice-Premier ministre                                                         | Muhammad Ahmad Ahmad Muftah              |
| Vice-Premier ministre Chargé des Affaires de sécurité                                 | Jalal al-Roweichan                       |
| Vice-Premier ministre Ministre de l'Administration et du Développement local et rural | Muhammad Hassan Ismail Al-Madani         |
| Ministre de la Défense                                                                | Mohamed al-Atifi                         |
| Ministre de l'Intérieur                                                               | Abdelkarim Amir al-Din Hussein al-Houthi |
| Ministre de la Justice et des Droits de l'homme                                       | Mujahid Ahmed Abdullah Ali               |
| Ministre de la Fonction publique et du Développement administratif                    | Khaled Hussein Saleh Al-Hawali           |
| Ministre des Transports et des Travaux publics                                        | Muhammad Ayyash Muhammad Qahim           |
| Ministre des Finances                                                                 | Abdul-Jabbar Ahmed Mohamed Mohamed       |
| Ministre de l'Économie, de l'Industrie et de l'Investissement                         | Maeen Hashem Ahmed Al-Mahaqri            |
| Ministre de l'Agriculture, de la Pêche et des Ressources en eau                       | Radwan Ali Ali Al-Rubai                  |
| Ministre de l'Éducation et de la Recherche scientifique                               | Hassan Abdullah Yahya Al-Saadi           |
| Ministre des Affaires étrangères et des Émigrants                                     | Gamal Ahmed Ali Amer                     |
| Ministre du Pétrole et des Ressources minérales                                       | Abdullah Abdulaziz Abdulrahman Al-Amir   |
| Ministre de l'Énergie, de l'Électricité et de l'Eau                                   | Ali Saif Mohammed Hassan                 |
| Ministre de la Santé et de l'Environnement                                            | Ali Abdul Karim Ali Shaiban              |
| Ministre de la Culture et du Tourisme                                                 | Ali Qasim Hussein Al-Yafei               |
| Ministre des Affaires sociales et du Travail                                          | Samir Muhammad Ahmed Bajaala             |
| Ministre de l'Information                                                             | Hashem Ahmed Abdel Rahman Sharaf El-Din  |
| Ministre de la Jeunesse et des Sports                                                 | Muhammad Ali Ahmed Al-Mawlid             |
| Ministre de la Communication et des Technologies de l'Information                     | Mohamed Ahmed Mohamed Al Mahdi           |